# Durevius
Durevius es un pequeño género de la familia de las chinches asesinas (Reduviidae). Las especies de este género tienen un hábitat restringido a la isla de Madagascar.

## Lista parcial de especies
Si bien se conocen cinco especies, una lista parcial de éstos es brindada a continuación:
- Durevius piceus Villiers 1962
- Durevius tuberculatus Villiers 1950
- Durevius usandoeri Villiers 1960